# Free Bird
Free Bird är en låt av det amerikanska rockbandet Lynyrd Skynyrd. Den var med på bandets debutalbum (pronounced 'lĕh-'nérd 'skin-'nérd) 1973, släpptes som singel 1974 och nådde plats 19 på Billboardlistan.
Låten används ofta som avslutningsnummer vid Lynyrd Skynyrds konserter. Det är deras längsta låt, över nio minuter i original och ofta ännu längre vid livespelningar. Låten förekommer i bland annat filmen Forrest Gump och finns med i tv-spelet Guitar Hero II.